# 但河

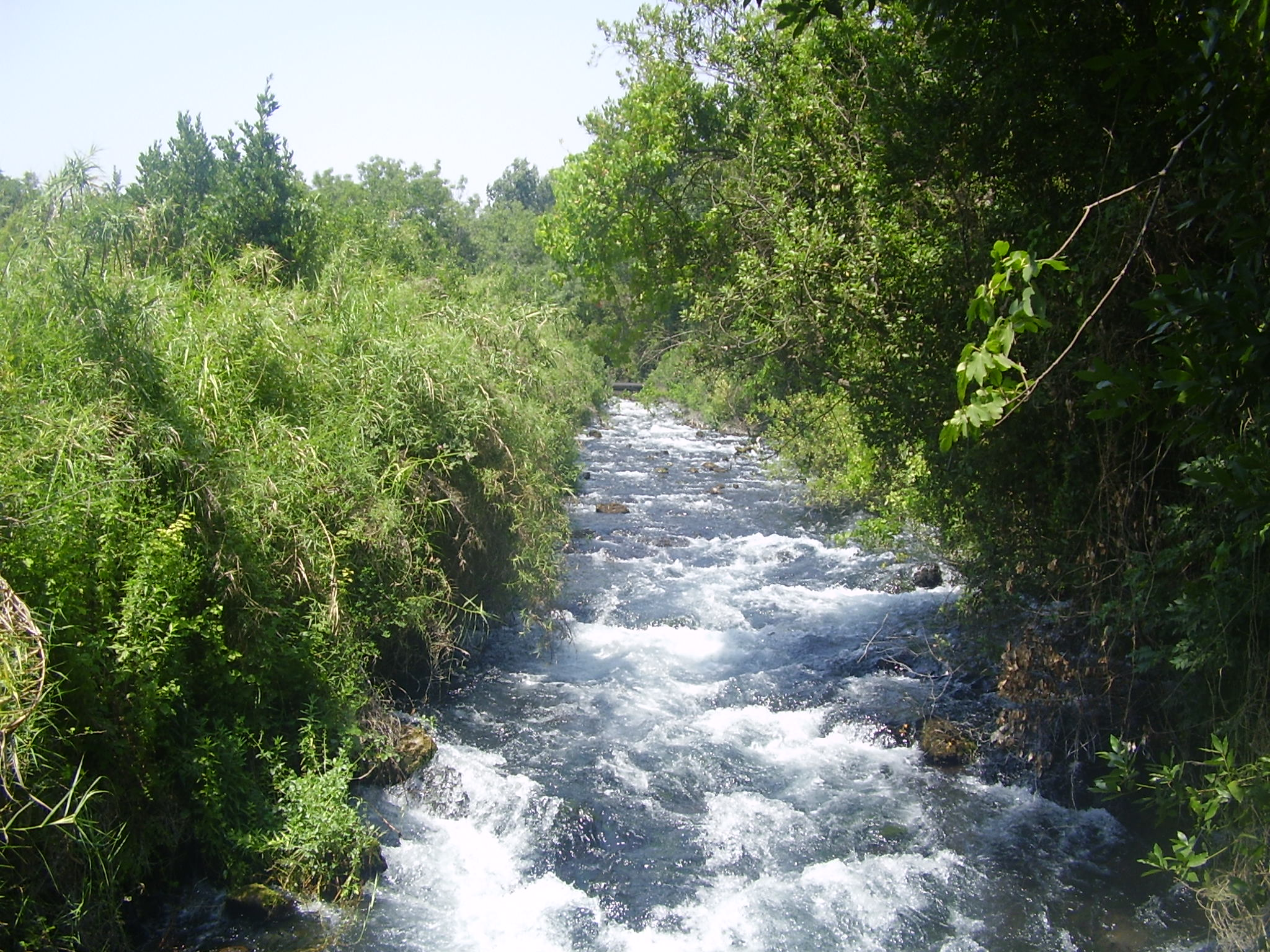
Dan River in Tel Dan Reserve

但河（希伯來語：דן dan，阿拉伯語：اللدان leddan），是中東的一條河流，為約旦河的支流。河流水源來自但城一帶沿著地下斷層線冒出的多個水泉。
河名源自古代以色列人城市「但城」，在《士師記》時期由但支派佔領。雖然但河本身只有20公里長，它每年供應多達238百萬立方公尺的水給胡拉河谷。

## 外部連結
- Tel Dan , The Department for Jewish Zionist Education

33°14′56″N 35°39′07″E / 33.249°N 35.652°E